# 遠山の金さん

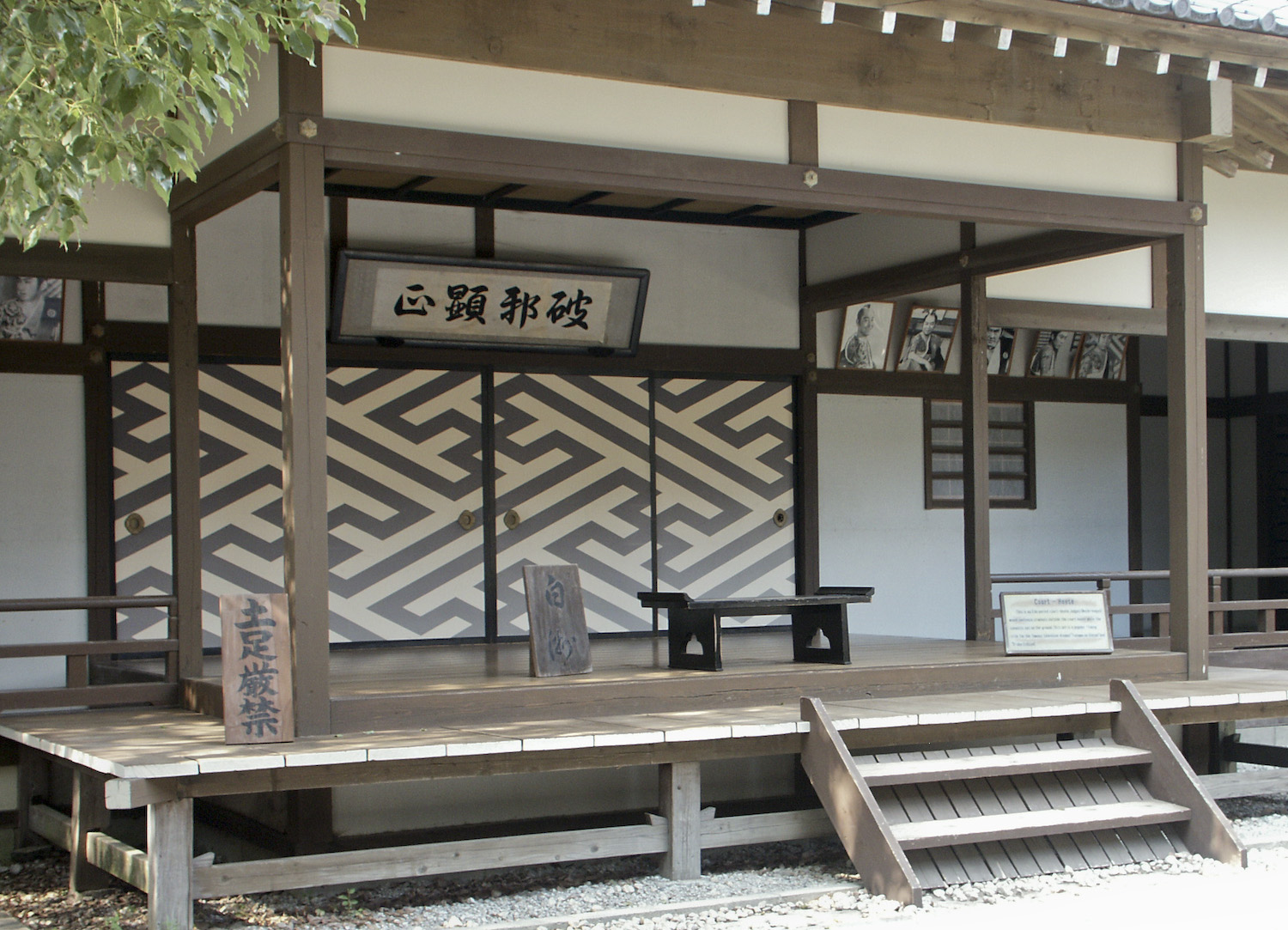
東映京都撮影所にある、お白州のセット

『遠山の金さん』（とおやまのきんさん）は、江戸町奉行・遠山金四郎景元を主人公にした時代劇。

## 物語
講談・歌舞伎で基本的な物語のパターンが完成し、陣出達朗の時代小説「遠山の金さん」シリーズなどで普及した。

### 基本的な構成
『水戸黄門』『暴れん坊将軍』と同様、「気のいい町人（素浪人）」が最後に「実は権力者」の正体を明かして悪を征し、視聴者はカタルシスを得る。
1. 事件が起き、“北町奉行（再任時の後期を描いた妻帯時には南町奉行）の遠山景元”が“遊び人の金さん（正体を知らない岡っ引き等には“金の字”や“金公”と呼ばれていたりする）”として自ら潜入捜査を行い、事件の真相と黒幕を突き止める（松平健が演じる金さんは被害者の職業に扮し、その人物の代わりに来た、として潜入した回もある）。その後、被害者や共犯者など関係者が全員揃った場所（多くの場合、夜の黒幕の屋敷）に乗り込み、突き止めた悪事の数々を言い立てる。しかし悪人たちは金さんをただの遊び人と見下し、悪事を全て認めたうえで、被害者と共に抹殺しようとする。ここで金さんは「この金さんの桜吹雪、見事散らせるもんなら散らしてみろぃ!」などと啖呵を切って片肌を脱ぎ、桜の彫り物を見せつける（中村梅之助、市川段四郎主演版では片肌ではなく両肌脱いでおり、テーマ曲でもそのように歌っていた）。この後、金さんと悪人たちが入り乱れてチャンバラとなり、悪人たち全員が金さん一人に気絶させられる（金さんは多くの場合素手だが、杉良太郎、高橋英樹、松方弘樹が演じる金さんは、刀などの得物を奪って峰打ちで返り討ちにする場合もある。また、高橋英樹は水で濡らした手ぬぐいが得物）。橋幸夫は、花札を投げることもある。（ほぼ）すべての悪人を気絶させた後、同心たちが悪人を捕縛するためその場に駆けつけるが、同心が「御用だ!!御用だ!!北（後期は南）町奉行所の者だ!!」あるいは「北（同左）町奉行所だ!!神妙にせぃ!!」と言う（同時に言う回や、両方言う回もある）。金さんは桜の彫り物を隠し、彼らに姿を見られないよう到着前に立ち去る。
2. 後日、捕縛された悪人たちがお白洲に曳き出され、吟味に掛けられる。お白洲には「至誠一貫」と書かれた額が掲げられており、遠山奉行が「北（同左）町奉行・遠山左衛門尉様、ご出座～ぁ!!」の声と太鼓と共に登場する。
幕府高官や大奥や藩の重役などが悪人の仲間である場合、参考人などの形で陪席することがほとんどであり、陪席しない場合は次の間に控えて裁きの推移を窺っていることもある。
3. 遠山が「これより＊＊について吟味を致す、一同の者面を上げい」「さて○○（悪人）、××（罪状）とあることすでに吟味の結果明白であるが、左様相違無いか」と悪人に罪状を問いただす。悪人は「さて何のことやら」「滅相もございません…」「何かの御間違いでございましょう」「悪巧みはまったく身に覚えがございませぬ」「名奉行と呼ばれる遠山様とも思えませぬな」「お奉行様、まったくの濡れ衣でございまする」と言って犯行を否認するが、被害者は証人として“遊び人の金さん”を呼ぶよう訴える（「遊び人の金さんを呼んでください。金さんがすべてを知っています」）。しかし、悪人は金さんの存在を否定し、遠山に罵声を浴びせる。
幕府高官や藩の重役などが陪席している場合、その高官が「遠山殿、これはまったく意味のない白洲ですぞ」「＊＊奉行（幕府の閣僚や藩の重役の名称もあり）である身共をここに座らせるとは、御身のお立場も危ういですぞ」等と、とぼけた様に悪人の無罪を主張したり、圧力をかけたりする。
特にテレビ版初期はこの「金さんを呼んでください」が無い場合も多く、遠山の方から「もう一人、証人がいる」などと金さんの存在をほのめかす場合もある。この場合も悪人らは「では、その男をお呼びください」と強い調子で言ってみたり、その人物（つまり金さん）を（逆恨みした）被害者の一味扱いした上で、悪口雑言（「背中一面にものすごい入れ墨をしている、とんでもない極悪人」「そいつはお前さんのイロかい?」「詐欺師・ペテン師」など）を並べ立てたりする。
4. 悪人や取り巻きたちの罵声が最高潮に達した時、遠山が「やかましいやい!（悪党ども!!）。おうおうおう、黙って聞いてりゃ寝ぼけた事を（または「言いたい放題」）抜かしやがって!」などと、今までの謹厳な口調とはガラリと変わった江戸言葉で一同を一喝する。
5. 遠山が｢そんなに会いたいなら会わせてやらあ。あの晩、（現場の名）で見事に咲いた金さんの、お目付け桜、夜桜を、まさかうぬら!見忘れたとは、言わせねえぞ!!｣（ここでチャンバラシーンの桜吹雪を見せる回想@高橋英樹版や、チャンバラシーンの回想が入る@松方弘樹版）または「この桜吹雪に見覚えがねえとは言わせねえぜ!」と言いながら片肌を脱ぐと、そこには“金さん”と同じ桜の彫り物（この時、金さんが桜吹雪を見せている時の映像を回想の様に流す事もある）。一同、“金さん”こと遠山に一部始終を見られていた事を知って驚愕する。さらに、遠山は「うぬら!これでもまだ白を切ろうってえのか!!」と畳み掛ける。このとき多くの悪人は「お、畏れ入り奉りました…」「申し訳ございません（申し訳ございませぬ）」「く、くそう…（ち、畜生…）」など今まで犯した罪を認める。被害者は「ああ、金さん!!」「金さんが、お奉行様!?」「えーっ!?」などと驚きを交えつつ言う。
幕府の高官や藩の重役などが陪席している場合、その高官が「おのれ遠山!」などの言葉とともに遠山に斬りかかろうとし、撥ね返される（大体、長袴で蹴り倒される）。この役目は高官のみならず、白洲にいる博徒等の罪人が担うこともあるが、いずれにしろ跳ね返される。高官や藩重役など陪席しない場合、次の間で切腹などしてしまう場合もある。
6. 悪人が観念したところで遠山が姿を戻し、「裁きを申し渡す」と判決を言い渡す。主犯には大抵「（市中引き回しの上）打ち首獄門」または「磔獄門」[1]、共犯（「余の者」と呼ばれる）は「終生遠島」「終生江戸所払い（重追放）」[2]、高官には「御公儀（評定所・＊＊藩）より、追って極刑（切腹）の沙汰があろう」と言う[3]。その後「引っ立てい!!」となる。悪人の手下（場合によっては悪人本人も）はこの時もジタバタしていることが多い。また、捨て台詞を吐くこともある。
7. 悪人が連れ出された後は、「さて、△△（被害者）…」となり、被害者が「お奉行様とも知らずご無礼を…」「まさか、金さんがお奉行様だったなんて…」「お奉行様が私達を助けてくれるなんて、滅相もありません」などと言い、平身低頭する。場合によって、被害者（特に親〈または両親を亡くし、義親や育ての人物〉に売られ苦海に身を落されていたり、強欲な人物にコキ使われていたり、盗賊一味の引きこみとなっていたなどの薄幸な女性）が軽微な犯罪を犯している場合、大概「江戸十里四方所払い（江戸市中からの追放。重追放より軽い）」「寄場送り」「（有期限の）遠島」などの温情判決を下す。
8. まれに被害者が自ら「もっと厳しい罰を」や「どうか死罪や獄門にしてください」と申し出るが、遠山が「甘ったれるんじゃねえ!」「おめえは死んじゃいけねえ。嫌な事は忘れて、これからは生きる道を選ぶんだぞ」などと静かに𠮟りつけ諭す時がある。一方、よくある筋として本来は善人の若い町人が出来心で悪事に加担した、もしくは悪党の首領の表の顔が大工の棟梁や奉公先の主人などで逆らえずやむを得ず加担したが、婚約者に懇願される、あるいは遠山に説得されるなどして改心し、北町奉行所による悪党一味の成敗に協力する。遠山は「お前のおかげで事件は解決した。ただし、加担したことは裁かれなきゃならねえ」などと言い「不届き千万につき死罪を申し渡す」。ここで意味深長に1～2秒間をおいてから「が……」と言葉を継いだところで若い町人が訝し気に頭をあげると、慈愛に満ちた顔つきの遠山が情状酌量すべき理由を挙げ、はるかに軽い刑罰である「江戸所払い」を申し渡し、町人は深々と頭を下げる。最後に小声で“金さん”に戻り「○○○と達者で暮らすんだぜ」「○○○を大事にしなよ」「良い○○○になりな」「○○○と幸せにな」「早くいい人を探すんだぜ」などと温かい言葉をかたり、「俺が金さんって事は内緒にしておいてくれよ」などと付け足すこともあるが、必ず「これにて一件落着」でお開きになる。なお、遠山が正体を現しても、一部の子どもは引き続き「金さん」や「おじちゃん」と呼ぶが、被害者側の大人（父親（母親）・祖父（祖母）・兄（姉）・親代わりの人物）が「こら、『お奉行様』だろ（でしょ）」や「○○○（被害者の息子（娘）・孫（孫娘）・弟妹・孤児の名前）、『金さん（おじちゃん）』じゃないだろ（ないでしょ）」などと注意した後、遠山自身に「いやいや、『金さん（おじちゃん）』で結構だぜ」などと返されることがある。
ごくまれに悲劇的な終焉を迎えることもあるが、おおむね以上のような顛末をたどる。
9. 後日、（後期の南町奉行時の遠山が妻帯している場合）自宅で嫁と談笑したり、“金さん”として岡っ引きや行き付けの店の町人などと軽口を叩いたり、被害者のその後が語られたりして番組は終わる。金四郎が「江戸所払い」を命じていた場合には旅姿をした若い町人の男女が映り、「上方に行って出直しやす」と言って金四郎に頭を下げる。前途のある町人が江戸を所払いになって上方以外の土地に向かうことはない。

### 派生
テレビ東京（本放送当時は東京12チャンネル）では中村梅之助の主演のテレビドラマ『そば屋梅吉捕物帳』を製作している。これは町奉行の遠山景元に代わり、背中に彫り物を入れた瓜二つのそば屋が事件を探ると言うもので奉行と金さんを分離してそれを一人二役で演じるというバリエーション物。また日本テレビ系で放送された中村梅之助主演のテレビドラマ『伝七捕物帳』でも紫房の十手を持つ黒門町の伝七（梅之助）が、「雇い主」であるそっくりの顔の奉行・遠山左衛門尉（梅之助・二役）から指示を受ける場面が何度か登場している。これも放送局の違いはあるものの、梅之助が主役を演じた「遠山の金さん」がベースになっている。
また、「悪を裁く立場の者が二つの顔を持つ」というパターンの類型として、さらに極端なバリエーションとしては萬屋錦之介主演のテレビドラマ『長崎犯科帳』が存在する。本質的には必殺シリーズなどと同じいわゆる裏稼業ものに分類される作品であるが、主人公・平松忠四郎は表の顔は長崎奉行でありながらも、その裏で表の奉行の顔では裁けぬ悪を許さず一刀両断してゆく闇奉行という二つの顔を持っている。

## 作品一覧

### 映画
- 片岡千恵蔵主演の東映時代劇シリーズ
  - 1950いれずみ判官　桜花乱舞の巻（東横映画）
  - 1950いれずみ判官　落花対決の巻
  - 1951女賊と判官
  - 1951お馴染み判官　あばれ神興（エノケンプロと東映）
  - 1952飛びっちょ判官（東映）
  - 1954血ざくら判官 （〃）
  - 1955勢ぞろい喧嘩若衆 （〃）
  - 1955喧嘩奉行 （〃）
  - 1955荒獅子判官（〃）
  - 1956長脇差奉行（〃）
  - 1957海賊奉行 （〃）
  - 1957はやぶさ奉行（〃）
  - 1958火の玉奉行 （〃）
  - 1959たつまき奉行 （〃）
  - 1959江戸っ子判官とふり袖小僧 （〃）
  - 1960御存じいれずみ判官（〃）
  - 1961さいころ奉行（〃）
  - 1962さくら判官 （〃）

- 1965年鶴田浩二主演によるリメイク『いれずみ判官』

### テレビドラマ
- 30分作品
  - 金四郎江戸桜（主演：坂東好太郎、1957年 - 1958年、NHK、全29話）
  - 遠山の金さん捕物帳（主演：夏目俊二、1960年、フジテレビ、全12話）　※近畿地区は関西テレビ放送
  - 講談ドラマ 遠山の金さん（主演：坂東鶴之助、1962年、NHK、全4話）

- 60分作品
  - 遠山の金さん（主演：市川新之助、1967年、日本テレビ、全11話）
  - 遠山の金さんシリーズ・テレビ朝日版
    1. 遠山の金さん捕物帳（主演：中村梅之助、1970年 - 1973年、NET、全169話）※近畿地区は毎日放送
    2. ご存知遠山の金さん（主演：市川段四郎、1973年 - 1974年、NET、全51話）※近畿地区は毎日放送
    3. ご存じ金さん捕物帳（主演：橋幸夫、1974年 - 1975年、NET、全27話）※近畿地区は毎日放送
    4. 遠山の金さん（主演：杉良太郎、1975年 - 1977年、1979年2月 - 10月、NET → テレビ朝日、全131話）※近畿地区はこの作品以降朝日放送
    5. 遠山の金さん（主演：高橋英樹、1982年 - 1986年、テレビ朝日、全198話）
    6. 名奉行 遠山の金さん / 遠山の金さんVS女ねずみ / 金さんVS女ねずみ※遠山の金さんVS女ねずみと金さんVS女ねずみは再任時の南町奉行時（主演：松方弘樹、1988年 - 1998年、テレビ朝日、全219話）
    7. 遠山の金さん（主演：松平健、2007年、テレビ朝日、全9話）

- 3時間スペシャル作品
  - 名奉行!遠山の金四郎（主演：松岡昌宏、2017年9月25日・2018年8月13日、TBS）

### 「遠山の金さん」以外で遠山景元が登場する作品
- 青空浪人 ～浪人市場より～（1971年、日本テレビ / ユニオン映画）
  - 川崎敬三
- 伝七捕物帳（1973年 - 1977年、日本テレビ / ユニオン映画）
  - 中村梅之助
    - 前述の通り、主人公・伝七の雇用主として梅之助が二役を演じている。
- 影同心（1975年、毎日放送・東映　第23話「花嫁買って殺し節」）　※関東地区はTBS
  - 山城新伍
- 江戸を斬る（1975年第2部開始、 ナショナル劇場・TBS / C.A.L）
  - 西郷輝彦
  - 里見浩太朗
    - 時代設定を江戸時代後期に変更した『江戸を斬るII』以降に登場。いずれも主役は遠山景元で、桜吹雪の彫り物をしてはいるが、彫り物を恥じており、悪人たちの集結場所や白洲で開陳したりしないなど従来の「金さん」とは異なる作風である。西郷輝彦の作品は妻帯時で、南町奉行時が描かれている。

- そば屋梅吉捕物帳（1979年 - 1980年、テレビ東京 / 国際放映）
  - 中村梅之助
    - 前述の通り、本作においては厳密な意味で「主人公」ではないが、連続ドラマのメインキャラクターとしては
民放キー局完全制覇となった。
- 大江戸桜吹雪、八千両の舞（1981年、日本テレビ / ユニオン映画）
  - 杉良太郎
    - 杉良太郎・主演のテレビ時代劇『新五捕物帳』の特別番組。同じ杉良太郎が主演した｢遠山の金さん」の遠山景元がそのまま同作にゲスト出演する形で、主演の杉良太郎が主人公の岡っ引き・駒形の新五と北町奉行・遠山景元の二役を演じた。
- 時代劇スペシャル（フジテレビ）
  - 怪盗鼠小僧といれずみ判官（1981年、フジテレビ / 勝プロダクション）
    - 緒形拳（役名表示は「遠山左衛門」）
      - 本作での遠山景元の役職は南町奉行で、若山富三郎演じる鼠小僧次郎吉とは昔なじみの遊び仲間であると言う設定であった。

  - 地獄の左門十手無頼帖（1982年 - 1984年、フジテレビ / 東映）
    - 片岡千恵蔵（第1作のみ）
    - 北町嘉朗（第4作のみ）
      - 本作での遠山景元は、主人公の与力・神山左門の直接の上司として描かれた。なお、第1作目に遠山役で出演した片岡千恵蔵は、本作放映の翌年に死去。第2作・第3作には登場せず、第4作に於いて、前3作では違う役を演じた北町嘉朗が遠山を演じた。
- 『年忘れ必殺スペシャル 仕事人アヘン戦争へ行く』（1983年、朝日放送 / 松竹） 
  - 栗塚旭
    - 本作では桜の刺青ではなく、別の刺青をしていた。
- 『必殺スペシャル・大奥、春日野局の秘密』、1989年、朝日放送 / 松竹） 
  - 近藤正臣
    - 町奉行の再任時の南町奉行として登場するが左遷され、代わりに鳥居耀蔵が奉行に赴任する。
- 『女ねずみ小僧スペシャル いけないことだぞ! 大江戸マラソン博奕地獄』（1990年、フジテレビ / C.A.L）
  - 野々村真
    - 本作での役名は「金」。材木問屋の大黒屋（北村総一朗）が裏で営む賭場で男ねずみの留吉（伊武雅刀）と知り合った事から、「大江戸早駆け競走大会」に関する不正を暴かんとする女ねずみのお凛（大地真央）の企みに巻き込まれる。劇中で「金」が桜の入れ墨を披露する場面や、去り際に「金」がお凛や留吉たちとの分け前で得た1両小判を旗本の遠山に届けて欲しいとの頼みを聞き入れた留吉が、「金」の事を「遠山の金さん」と呼ぶ場面がある。
- 『付き馬屋おえん事件帳』（1993年、松竹 / テレビ東京、第2シリーズ第12話「吉原を潰せ!」）   
  - 梅宮辰夫
- 『八丁堀捕物ばなし』（1993年 - 1994年・1996年、フジテレビ / 松竹）  
  - 古谷一行
- 『父子鷹』（1994年、日本テレビ / 松竹）
  - 大出俊
- 『はぐれ医者・お命預かります!』（1995年、テレビ朝日 / 東映）
  - 山城新伍
    - 最終回（第9話）「人体解剖!・殿様になりたくなかった男」に、左とん平演じる与力・神山道喜の直属上司として登場。演じる山城新伍は、前述の『影同心』（第23話）でも遠山奉行を演じており、実に約20年ぶりとなる。
- 『夢暦長崎奉行』（1996年、NHK金曜時代劇）
  - 葛山信吾
- 『熱血!周作がゆく』（2000年、テレビ朝日 / 東映）   
  - 唐渡亮
- 『オトコマエ!』・『オトコマエ!2』（2008年 - 2009年、NHK土曜時代劇）  
  - 柴田恭兵
- 『伝七捕物帳』（2016年・2017年、NHK BSプレミアム・BS時代劇、中村梅雀が伝七役）
  - 松平健
    - 本作での役名は「遠山左衛門尉」。松平は2007年の『遠山の金さん』での主演から9年ぶりに遠山奉行を演じることとなった。本作での遠山は、伝七に紫房の十手を託した人物として描かれている。また、『江戸を斬る』で遠山を演じた西郷輝彦が第1シリーズ第6話に勝小吉役でゲスト出演している。ここでの遠山は、勝に「金さん」と呼ばれる。

### オリジナルビデオ
- 松方弘樹の名奉行金さん2009（2009年、GPミュージアムソフト）
  - 松方弘樹

### 舞台
- 遠山の金さん 天下を揺るがす女（2021年、劇団チームアッセンブル）[5]
  - 仁科克基

### パロディ
- 魔法使いチャッピー第35話「出たよ出ましたチャンバラ時代」（1972年、NET）
  - チャッピー一家が住む「ニコニコ町」で町長選挙が行われるが、チャッピーのパパを含む町の有権者達は投票に無関心。それを利用した元ヤクザの親分である立候補者・人野良造は、かつての子分に投票させて町長に当選、当選した良造は悪政をしまくる。怒ったチャッピーは魔法で町を江戸時代に変貌させ、チャッピーは「遠山チャッピーの守」に変身して良造一派を裁く。
- 超人戦隊バラタック第15話「飛行船こわーい」（1977年、テレビ朝日）
  - プロローグ、シャイザック星の友好使節でありながら悪事を重ねていたゴルテウスの夢で、シャイザックのシャイディーン総統から悪事をバラされた時の場面。
- タイムボカンシリーズ ヤットデタマン（1981年、フジテレビ）
  - 準レギュラーキャラとして、金四郎のオマージュキャラ「遠山金五郎」が登場する。また第38話に登場したミレンジョ姫一味のメカは、遠山金四郎をモデルにしている。
- 遠山桜宇宙帖 奴の名はゴールド（結城恭介：1987年）
  - 陣出達朗の「まぼろし奉行」をオマージュしたSF人情活劇。翌年OVA化された。
- ちぇりーげいる金（中津賢也）（1989年 - 1991年）
- ダウンタウンのガキの使いやあらへんで!!『絶対に笑ってはいけない熱血教師24時』（2012年、日本テレビ）
  - 竹内力
    - 北町奉行として、様々な人物に罰ゲームを与える。
- SCHOOL OF LOCK!
  - とーやま校長が日本音楽著作権委員会のキャンペーンアニメ内などにてとーやまの権さんとして出演。
- キャリア〜掟破りの警察署長〜
  - 玉木宏
    - 警視庁北町署の署長に異動になったキャリア組の警視正・遠山金志郎が、自ら現場に出向き事件を解決し、警察手帳（桜の代紋）を見せて犯人及び悪人を屈服させる。テレビ朝日の松方弘樹版において、同心役でレギュラー出演していた柳沢慎吾が副署長でレギュラー出演している。

### 主題歌
- 中村梅之助版・市川段四郎版の主題歌は親分&子分ズが歌ってヒットした。

### パチンコ
- P新・遠山の金さん（2022年11月）[6]

## 補足
- 劇中に於ける遠山左衛門尉景元家の家紋は「丸に三つ引き」だが、実際の遠山氏の家紋は「丸に二つ引き」もしくは「丸に六本格子」を使用していた（分家によっては「遠山九字直違紋」も併用）。

なお、西郷輝彦、里見浩太朗主演の『江戸を斬る』シリーズの遠山は「丸に六本格子」、NHK BSプレミアム『伝七捕物帳』に登場する遠山（演：松平健）は「丸に二つ引き」の家紋で登場。